# Tomas Francis
Pour les articles homonymes, voir Francis.
Pas d'image ? Cliquez ici

a Compétitions nationales et continentales officielles uniquement.

b Matchs officiels uniquement.
Dernière mise à jour le 10 juillet 2023.
Tomas William « Tom » Francis, né le 27 avril 1992 à  York en Angleterre, est un joueur international gallois de rugby à XV d'origine anglaise qui joue au poste de pilier droit.

## Biographie
Tomas Francis poursuit sa scolarité au Ampleforth College; il obtient un diplôme en génie mécanique à l'Université de Leeds.
Tom Francis commence le rugby à l'âge de quatre ans, et jusqu'à l'âge de 19 ans, il évolue en équipes de jeunes puis au niveau amateur en division North One East pour le club de Malton & Norton RUFC. Il rejoint alors le club des Doncaster Knights, qui évolue en championnat d'Angleterre de rugby à XV de 2e division (Championship). Le club est relégué et Tomas Francis rejoint les London Scottish ; il joue à 21 reprises en Championship lors de la saison 2013-2014 avant de signer un contrat avec le club des Exeter Chiefs en avril 2014 pour évoluer au plus haut niveau en Premiership lors de la saison 2014-2015.
La grand-mère de Tomas Francis s'appelle Eirlys Walters, elle est galloise, habitante d'Abercrave, dans la vallée de Swansea. Tomas Francis est donc éligible pour l'équipe du pays de Galles. En six mois avec les Exeter Chiefs, il s'est imposé, il a disputé 11 matchs et pris la place de l'international écossais Moray Low.   
Tomas Francis est indisponible en janvier 2015 sur blessure ; sans ce souci, Warren Gatland l'aurait convoqué dans un groupe élargi pour le tournoi des Six Nations 2015. Ce dernier l'invite toutefois à s'entraîner avec le groupe de joueurs gallois en mars. Tomas Francis est retenu dans un groupe élargi de 47 joueurs avec l'équipe du pays de Galles pour la préparation de la Coupe du monde de rugby à XV 2015, annoncé par Warren Gatland le 1er juin 2015. Il figure dans la liste définitive de 31 joueurs annoncée le 1er septembre.
Durant la saison 2019-2020, son club est dans un premier temps finaliste de la Coupe d'Europe contre le Racing 92. Il entre en jeu à la place de Harry Williams dans ce match qui se termine par une victoire anglaise 31 à 27,. En championnat son équipe est également finaliste. Les Chiefs rencontrent les Wasps. Tomas Francis remplace encore une fois Williams en cours de partie et les siens l'emportent 19 à 13 et réalisent ainsi le doublé Coupe d'Europe/Championnat,. 
Début mai 2023 il est présélectionné dans un groupe de 54 joueurs pour préparer la Coupe du monde 2023 avec son pays,. Quelques semaines plus tard, il est conservé dans un groupe plus restreint de 42 joueurs. Puis, il est sélectionné dans le groupe final de 33 joueurs pour participer au Mondial.
En juillet 2023, il est annoncé qu'il rejoint la France et la Pro D2 à partir de la saison 2023-2024 au sein du club de Provence Rugby.

## Statistiques
Au 10 juillet 2023, Tomas Francis compte 71 sélections avec le pays de Galles, dont cinquante-et-une en tant que titulaire,. Il obtient sa première sélection le 29 août 2015 à Dublin contre l'Irlande.
Il participe à deux éditions de la Coupe du monde, en 2015 où il joue cinq rencontres, face à l'Uruguay, l'Angleterre, les Fidji, l'Australie et l'Afrique du Sud. Puis, en 2019 où il joue également cinq rencontres et affronte la Géorgie, l'Australie, les Fidji, la France et l'Afrique du Sud.
Il participe à huit éditions du Tournoi des Six Nations, en 2016, 2017, 2018, 2019, 2020, 2021, 2022 et en 2023,.

## Palmarès

### En club
- Exeter Chiefs
  - Finaliste de la Coupe anglo-galloise en 2015 et 2017.
  - Finaliste du Championnat d'Angleterre en 2016, 2018, 2019 et 2021.
  - Vainqueur du Championnat d'Angleterre en 2017 et 2020.
  - Vainqueur de la Coupe d'Europe en 2020.

### En sélection nationale
- Pays de Galles
  - Vainqueur du Tournoi des Six Nations en 2019 (Grand Chelem) et 2021.